# هم‌ارزی سطری
دو ماتریس {\displaystyle A} و {\displaystyle B} هم‌ارز سطری خواهند بود، اگر بتوان با انجام تعدادی متناهی از اعمال سطری مقدماتی ماتریس {\displaystyle B} را از ماتریس {\displaystyle A} بدست آورد. ماتریس‌های {\displaystyle A} و {\displaystyle B} دو ماتریس {\displaystyle m\times n} بر روی هیأت {\displaystyle F} هستند.
- هر ماتریس، هم ارز سطری خودش است.
- هم‌ارزی سطری یک رابطه هم‌ارزی است. یعنی رابطه هم ارزی سه خاصیت انعکاسی، تقارنی و تعدی را دارد.

طبق قضیه‌ای اگر {\displaystyle R} ماتریس مربعی {\displaystyle n\times n} باشد آنگاه {\displaystyle R} هم‌ارز سطری ماتریس همانی {\displaystyle n\times n} است اگر و فقط اگر دستگاه معادلات خطی {\displaystyle AX=0} فقط جواب بدیهی داشته باشد.

## منبع
- کنت هافمن (۱۳۸۵)، جبر خطی، ترجمهٔ جمشید فرشیدی، مرکز نشر دانشگاهی، ص. ۱۲، شابک ۹۶۴-۰۱-۰۲۳۰-X